# Окільцьований простір
Окільцьований простір — топологічний простір, кожній відкритій множині якого співставлено комутативне кільце «функцій» на цій множині. Окільцьовані простори, зокрема, використовуються при визначенні схем.

## Визначення
Окільцьований простір {\displaystyle (X,{\mathcal {O}}_{X})} — це топологічний простір {\displaystyle X} разом з пучком комутативних кілець {\displaystyle {\mathcal {O}}_{X}} на ньому. Цей пучок називається структурним пучком простору {\displaystyle X}.
Локально окільцьований простір — це окільцьований простір, такий що шар пучка {\displaystyle {\mathcal {O}}_{X}} в будь-якій точці — є локальним кільцем.

## Приклади
Будь-який топологічний простір можна наділити структурою локально окільцьованого простору, якщо розглянути пучок неперервних функцій на ньому. Шар цього пучка в точці x — кільце ростків неперервних  функцій в x  є локальним кільцем, єдиний максимальний ідеал якого — паростки функцій, рівних нулю в x. Аналогічним чином, гладкий многовид з пучком гладких функцій є локально окільцьованим простором.
Якщо X — алгебраїчний многовид з топологією Зариського (наприклад, спектр деякого кільця), структуру локально окільцьованого простору на ньому вводять в такий спосіб: {\displaystyle {\mathcal {O}}_{X}(U)} — множина раціональних функцій, визначених на всьому U. Такий окільцьований простір називають афінною схемою, загальні схеми визначають як результат «склеювання» кількох афінних схем.

## Морфізми окільцьованих просторів
Для того, щоб задати морфізм з {\displaystyle (X,{\mathcal {O}}_{X})} в {\displaystyle (Y,{\mathcal {O}}_{Y})}, потрібно зафіксувати наступну інформацію:
- Неперервне відображення {\displaystyle f:X\to Y}.
- Для кожної відкритої підмножини {\displaystyle U\in Y} — гомоморфізм кілець {\displaystyle \varphi _{U}:{\mathcal {O}}_{Y}(U)\to {\mathcal {O}}_{X}(f^{-1}(U))}.

Гомоморфізми кілець повинні бути узгоджені зі структурою пучка, тобто комутувати з відображеннями обмеження. А саме, якщо {\displaystyle V_{1}\subset V_{2}} — відкриті підмножини {\displaystyle Y}, наступна діаграма повинна бути комутативною:
Морфізми локально окільцьованих просторів повинні задовольняти ще одній вимозі. Гомоморфізми {\displaystyle \varphi } для кожної точки {\displaystyle x\in X} індукують гомоморфізм з шару {\displaystyle {\mathcal {O}}_{Y}} в точці {\displaystyle f(x)} в шар {\displaystyle {\mathcal {O}}_{X}} в точці {\displaystyle x}. Потрібно, щоб всі ці гомоморфізми були локальними, тобто переводили максимальний ідеал прообразу в підмножину максимального ідеалу образу.

## Дотичний простір
Структура локально окільцьованих просторів дозволяє ввести осмислене визначення дотичного простору в його точці. Розглянемо точку {\displaystyle x\in X} окільцьованого простору {\displaystyle (X,{\mathcal {O}}_{X})}. Розглянемо локальне кільце {\displaystyle R_{x}} (шар пучка в точці x) з максимальним ідеалом {\displaystyle {\mathfrak {m}}_{x}}. Тоді {\displaystyle R_{x}/{\mathfrak {m}}_{x}} — поле, {\displaystyle {\mathfrak {m}}_{x}/{\mathfrak {m}}_{x}^{2}} — векторний простір над цим полем. Дотичний простір в точці {\displaystyle x} визначається як двоїстий простір до цього простору.
Ідея полягає в наступному: дотичний простір складається з векторів, уздовж яких можна «диференціювати» «функції» в даній точці, тобто елементи кільця {\displaystyle R_{x}}. Досить знайти спосіб диференціювання функцій, значення яких в даній точці дорівнює нулю, так як інші відрізняються від них на константу, то є достатньо описати похідні функцій з {\displaystyle {\mathfrak {m}}_{x}}. При цьому диференціал добутку двох функцій з {\displaystyle {\mathfrak {m}}_{x}} дорівнює нулю (ми хочемо, щоб формула похідної добутку залишилася вірною). Отже, вектор повинен привласнювати число кожного елементу {\displaystyle {\mathfrak {m}}_{x}/{\mathfrak {m}}_{x}^{2}}, і це те, що роблять елементи двоїстого простору.
Легко перевірити, що в разі гладких многовидів з пучком гладких функцій це визначення збігається зі звичайним. З іншого боку, в разі топологічного простору з пучком неперервних (дійснозначних) функцій {\displaystyle {\mathfrak {m}}_{x}={\mathfrak {m}}_{x}^{2}}, так як для неперервної функції {\displaystyle f(x)} функція {\displaystyle {\sqrt {|f(x)|}}} також є неперервною. Отже, в цьому випадку дотичний простір в будь-якій точці має розмірність 0.